# 三由清二
三由 清二（みよし せいじ　1907年（明治40年）6月13日 - 1985年（昭和60年）2月1日）は、日本の実業家。松下電子工業（現パナソニック ライティングデバイス）会長。松下幸之助の右腕とされた人物。

## 概要
兵庫県滝川中学校卒業。
松下幸之助に松下電器産業の高槻工場長に任命される。工場では技術者から机を取り上げて、生産ラインから離れた人を殴るということをしていた。山下俊彦も殴られかかって、工場の周りを逃げ回ったということがある。
高槻の工場が交替制勤務の導入を検討した際には、労働組合には賛成されなかった。このため多くの残業を要求したが、労働組合が応えなかった際に労働組合幹部を殴った。そこで労働組合がストライキをすると言い出したときに、松下幸之助が出てきて説得したということがあった。
1952年にフィリップスとの合弁会社である松下電子工業が設立されたときに同社の常務に就任。1971年松下電子工業の社長に就任。フィリップスの指示通りでない設計は許さなかった。指示通りでない設計をしていた社員は事務用机を取り上げられて、大卒なのに作業員の隣で作業机で設計をさせられた。
1985年逝去。葬式での弔辞で松下幸之助は、松下電器の社運を賭けた松下電子を世界的にも著名な企業に育て上げた人物と述べた。